# 住吉郡
住吉郡（日语：〔〕／ Sumiyoshi gun */?）为大阪府过去辖下的一个郡，已于1896年4月1日被併入東成郡。
在1879年日本實施郡區町村編制法時的轄區位於現在的大阪市南部地區，主要為住吉區、東住吉區、住之江區、平野區一带。

## 歷史
在8世紀完成的日本書紀和中古風土記中曾將住吉郡與東成郡、西成郡合稱為「浪速國」。平安時代末期，原本相鄰的百濟郡被併入住吉郡。
而在室町時代，則與東成郡、西成郡共同被稱為「欠郡」，並設有分郡守護。江戶時代，住吉郡大部分區域為幕府直轄的天領及住吉大社的寺社領地，另有少部分區域為旗本、小田原藩、古河藩、高槻藩領地。
明治維新後新政府於1868年取代了江戶幕府，住吉郡內屬於小田原藩的區域則在1868年因戊辰戰爭中小田原藩支持幕府一方而遭新政府收回，因此連同原本幕府相關的領地先後隸屬大坂裁判所司農局、大阪府司農局、大阪府北司農局、攝津縣、豐崎縣、兵庫縣，在1869年後才劃回大阪府。
而原屬古河藩及高槻藩的領地在1871年實施廢藩置縣後曾短暫隸屬古河縣、高槻縣、印旛縣，在同年底的第一次府縣整併中全數被併入大阪府。
同時，由於原本為攝津國與和泉國分界的大和川在江戶時代因水利工程河道位置而有所變化，在1871年時也決定將原屬於住吉郡但已位於大和川以南的區域改劃入和泉國大鳥郡。
1879年實施郡區町村編制法時，正式的設置了近代的行政區劃「住吉郡」，郡役所設於安立町（位於現在的大阪市住之江區）；但在1881年又與設於東成郡天王寺村的東成郡役所合併為「東成住吉郡役所」。

### 沿革

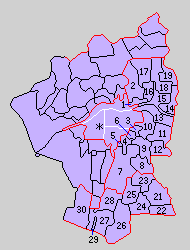
1889年住吉郡轄下的行政區劃：
21.平野鄉町 22.喜連村 23.北百濟村 24.南百濟村 25.田邊村 26.依羅村 27.墨江村 28.住吉村 29.安立町 30.敷津村
（1-19屬於東成郡、＊為當時的大阪市）

- 1889年4月1日：實施町村制，住吉郡下設：平野鄉町（日语：平野 (大阪市)）、喜連村、北百濟村（日语：北百済村）、南百濟村、田邊村、依羅村（日语：我孫子 (大阪市)）、墨江村、住吉村（日语：住吉村 (大阪府)）、安立町（日语：安立）、敷津村 。（2町8村）
- 1894年10月15日：依羅村的寺岡、前堀、堀地區被分出設至為長居村（日语：長居）。（2町9村）
- 1896年4月1日：住吉郡被併入東成郡。[2][3]

### 變遷表
| 1889年4月1日 | 1889年-1926年         | 1889年-1926年               | 1889年-1926年               | 1889年-1926年           | 1926年-1944年           | 1944年-1954年           | 1954年-1989年           | 1989年-現在             | 現在                    |
| ------------ | --------------------- | --------------------------- | --------------------------- | ----------------------- | ----------------------- | ----------------------- | ----------------------- | ----------------------- | ----------------------- |
| 平野鄉町     | 平野鄉町              | 1896年4月1日 東成郡平野鄉町 | 1896年4月1日 東成郡平野鄉町 | 1925年4月1日 併入大阪市 | 1925年4月1日 併入大阪市 | 1925年4月1日 併入大阪市 | 1925年4月1日 併入大阪市 | 1925年4月1日 併入大阪市 | 1925年4月1日 併入大阪市 |
| 喜連村       | 喜連村                | 1896年4月1日 東成郡喜連村   | 1896年4月1日 東成郡喜連村   | 1925年4月1日 併入大阪市 | 1925年4月1日 併入大阪市 | 1925年4月1日 併入大阪市 | 1925年4月1日 併入大阪市 | 1925年4月1日 併入大阪市 | 1925年4月1日 併入大阪市 |
| 北百濟村     | 北百濟村              | 1896年4月1日 東成郡北百濟村 | 1896年4月1日 東成郡北百濟村 | 1925年4月1日 併入大阪市 | 1925年4月1日 併入大阪市 | 1925年4月1日 併入大阪市 | 1925年4月1日 併入大阪市 | 1925年4月1日 併入大阪市 | 1925年4月1日 併入大阪市 |
| 南百濟村     | 南百濟村              | 1896年4月1日 東成郡南百濟村 | 1896年4月1日 東成郡南百濟村 | 1925年4月1日 併入大阪市 | 1925年4月1日 併入大阪市 | 1925年4月1日 併入大阪市 | 1925年4月1日 併入大阪市 | 1925年4月1日 併入大阪市 | 1925年4月1日 併入大阪市 |
| 田邊村       | 田邊村                | 1896年4月1日 東成郡田邊村   | 1914年4月1日 田邊町         | 1925年4月1日 併入大阪市 | 1925年4月1日 併入大阪市 | 1925年4月1日 併入大阪市 | 1925年4月1日 併入大阪市 | 1925年4月1日 併入大阪市 | 1925年4月1日 併入大阪市 |
| 依羅村       | 依羅村                | 1896年4月1日 東成郡依羅村   | 1896年4月1日 東成郡依羅村   | 1925年4月1日 併入大阪市 | 1925年4月1日 併入大阪市 | 1925年4月1日 併入大阪市 | 1925年4月1日 併入大阪市 | 1925年4月1日 併入大阪市 | 1925年4月1日 併入大阪市 |
| 依羅村       | 1894年10月15日 長居村 | 1896年4月1日 東成郡長居村   | 1896年4月1日 東成郡長居村   | 1925年4月1日 併入大阪市 | 1925年4月1日 併入大阪市 | 1925年4月1日 併入大阪市 | 1925年4月1日 併入大阪市 | 1925年4月1日 併入大阪市 | 1925年4月1日 併入大阪市 |
| 墨江村       | 墨江村                | 1896年4月1日 東成郡墨江村   | 1896年4月1日 東成郡墨江村   | 1925年4月1日 併入大阪市 | 1925年4月1日 併入大阪市 | 1925年4月1日 併入大阪市 | 1925年4月1日 併入大阪市 | 1925年4月1日 併入大阪市 | 1925年4月1日 併入大阪市 |
| 住吉村       | 住吉村                | 1896年4月1日 東成郡住吉村   | 1896年4月1日 東成郡住吉村   | 1925年4月1日 併入大阪市 | 1925年4月1日 併入大阪市 | 1925年4月1日 併入大阪市 | 1925年4月1日 併入大阪市 | 1925年4月1日 併入大阪市 | 1925年4月1日 併入大阪市 |
| 安立町       | 安立町                | 1896年4月1日 東成郡安立町   | 1896年4月1日 東成郡安立町   | 1925年4月1日 併入大阪市 | 1925年4月1日 併入大阪市 | 1925年4月1日 併入大阪市 | 1925年4月1日 併入大阪市 | 1925年4月1日 併入大阪市 | 1925年4月1日 併入大阪市 |
| 敷津村       | 敷津村                | 1896年4月1日 東成郡敷津村   | 1896年4月1日 東成郡敷津村   | 1925年4月1日 併入大阪市 | 1925年4月1日 併入大阪市 | 1925年4月1日 併入大阪市 | 1925年4月1日 併入大阪市 | 1925年4月1日 併入大阪市 | 1925年4月1日 併入大阪市 |